# Артюх Олександр Андрійович
Олександр Андрійович Артюх (1914 — 19 березня 1944) — учасник німецько-радянської війни, навідник міномету 78-го гвардійського стрілецького полку 25-ї гвардійської стрілецької дивізії 6-ї армії Південно-Західного фронту, Герой Радянського Союзу (19.03.1944), гвардії молодший сержант.

## Біографія
Народився в 1914 році у станиці Старомінська (нині — Старомінський район Краснодарського краю) у сім'ї селянина. Росіянин. Закінчив Таганрозький авіаційний технікум. Працював у Харкові (Україна) і Москві.
У Червоній Армії з 1941 року. Учасник Німецько-радянської війни з 1942 року. Воював на Південно-Західному фронті. Брав участь у визволенні України. У 1943 році став членом ВКП(б).
Навідник міномету 78-го гвардійського стрілецького полку (25-а гвардійська стрілецька дивізія, 6-а армія, Південно-Західний фронт) гвардії молодший сержант Олександр Артюх 26 вересня 1943 року у складі передового загону полку переправився через Дніпро на південь від села Військове Солонянського району Дніпропетровської області України.
У бою за плацдарм загін відбив шість контратак противника, при цьому підпалив чотири танки, знищив кулемет і до двох батальйонів піхоти.
В одній з рукопашних сутичок гвардії молодший сержант Олександр Артюх особисто знищив дев'ять ворожих солдатів, а зі свого міномета накрив кулемет противника, що заважав просуванню радянської піхоти.
Указом Президії Верховної Ради СРСР від 19 березня 1944 року за зразкове виконання бойового завдання командування в боротьбі з німецько-фашистськими загарбниками і виявлені при цьому мужність і героїзм, гвардії молодшому сержантові Артюху Олександру Андрійовичу присвоєно звання Героя Радянського Союзу.
О. А. Артюх загинув на підступах до міста Миколаїв (Україна) 19 березня 1944 року, у день, коли був підписаний указ про присвоєння йому звання Героя Радянського Союзу.

## Нагороди
- Медаль «Золота Зірка» Героя Радянського Союзу
- Орден Леніна
- Орден Червоного Прапора

## Пам'ять
- Похований в селі Промінь Солонянського району Дніпропетровської області України.
- У станиці Старомінська ім'ям Героя названа вулиця.